# Wei
Râul Wei este un râu în partea central-nordică a Chinei. Izvorăște din munții din partea de SE a provinciei Gansu, curge spre E de-a lungul provinciei Shaanxi și se unește cu fluviul Huang He. Are o lungime de 864Km. 
Valea sa a fost leagănul civilizației chineze și până în sec X d.Hr. a fost locație a numeroase capitale. În sec III î.Hr. regiunea din jurul confluenței râurilor Ching și Wei a fost locul primului sistem de irigații din China.